# سیارک ۶۴۷۲
سیارک ۶۴۷۲ (به انگلیسی: 6472 Rosema، نامگذاری:1985TL) شش هزار و چهارصد و هفتاد و دومین سیارک کشف شده‌است که در ۱۵ اکتبر ۱۹۸۵ کشف شد.
قدر مطلق سیارک برابر ۱۲٫۵۰ است.